# Thomas Alva Edison Memorial Tower
Der Thomas Alva Edison Memorial Tower ist ein Denkmal zu Ehren von Thomas Alva Edison in dem ehemaligen Stadtentwicklungsgebiet Menlo Park, dem heutigen Edison State Park, einem State Park in Edison im US-Bundesstaat New Jersey, USA. In dem heute staatlich verwalteten Areal hatte Edison von 1876 bis 1884 sein erstes Laboratorium und leistete wesentlichen Arbeiten zu Erfindung der Glühlampe. Das Denkmal besteht aus einem ca. 52 m hohen Betonturm, an dessen Spitze sich eine überdimensionierte stilisierte Glühlampe mit ca. 6 m Durchmesser befindet. Der Turm wurde am 11. Februar 1938, dem 91. Geburtstag des Erfinders, eröffnet.
Der seit 1979 im National Register of Historic Places verzeichnete Turm wurde von dem Architektenbüro Massena & duPont gestaltet, die stilisierte Glühbirne aus einer Glas-Stahlkonstruktion an der Spitze wurde von Corning Glass Works nach einer Skizze der ersten kommerziellen Glühbirne geschaffen. Das Denkmal wurde von William Slocum Barstow, dem damaligen Präsidenten der Thomas Alva Edison Foundation Inc. gestiftet. Seit 1999 wird die Gedenkstätte von der Edison Memorial Tower Corporation verwaltet.